# Unmun-myeon
Unmun-myeon (koreanska: 운문면) är en socken i Sydkorea. Den ligger i kommunen Cheongdo-gun i provinsen Norra Gyeongsang, i den sydöstra delen av landet, 270 km sydost om huvudstaden Seoul.